# ふんどし
褌（ふんどし）は、日本の伝統的な下着。形状によって帯状の褌と袴状の褌に大別される。同様のものは世界各地の民族に見られ、帯状の褌は南方系民族、袴状の褌は北方系民族の被服の系統に由来するという説がある。

## 概要
褌は現代では下着として認識されているが、本来は紐衣の性格をもつ表着であり狩猟などの仕事着にも用いられた。例えば愛知県北設楽郡では昭和初期まで樵（きこり）や筏流しの人々は褌姿であった。平安時代の故実書や古画によると相撲人（すまいびと）が褌を着用するなど、古くは相撲や力仕事の際につけるもので常時着用するものではなく、時代が下って次第に下着としても着用されるようになった。

飛脚ふんどし

褌は古くはハダバカマやタフサギなどと称された。『古事記』や『日本書紀』には「褌」（当時の読みは「はかま」）や「犢鼻褌」（たふさぎ）の記述がある。
「ふんどし」の語源には諸説あるが「踏み通し」であるという説が一般的であり、当時用いられていた袴形式のものが語源になっているとされる。『松屋筆記』でも「フンドシ」は「踏通しの義」としている。
各地方で名称が異なり、関西地方では「フドシ」、関東地方では「フンドシ」、仙台では「ウチオビ」、盛岡では「コバカマ」、常陸地方では「テコ」、徳島地方では「テテラ」、高知地方では「フゴメ」、長野地方では「モッコ」と呼ばれる。
素材は室町時代以前は麻が一般的だったが、江戸時代以降は木綿の晒し布が多く使用された。他に、新モス、スフ、絹（シルク）、麻等も使用される。着装感は生地の目が粗いものが柔らかく、生地が細かいものは硬めの感触となり、下着には目の粗い生地が用いられている方が多い。色は白色が多いが、赤、青などの色生地も使用されており、柄物もある。
男性用と女性用の下着は昭和10年代頃まで褌が一般的だったとされるが、洋装化により次第に褌を着用する人は減っていった。昭和になるとメリヤス製の猿股やキャラコ製パンツが普及したが、軍隊では越中褌が採用されていたため年配者の中には第二次大戦後も褌を使い続ける人も多かったとされる。

## 褌の種類

### 代表的な帯状の褌

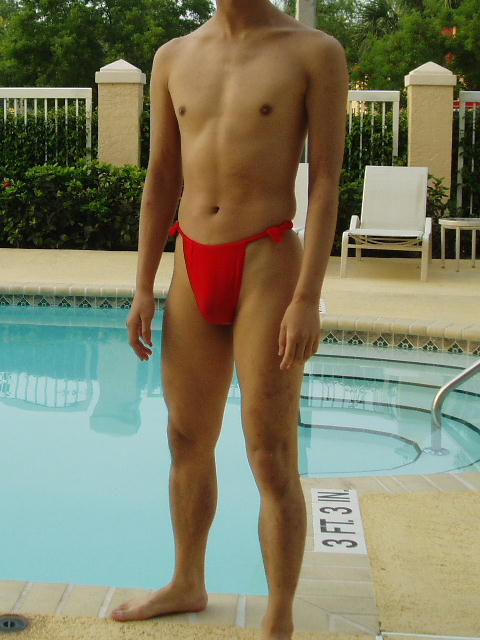
赤の六尺褌（前面から）

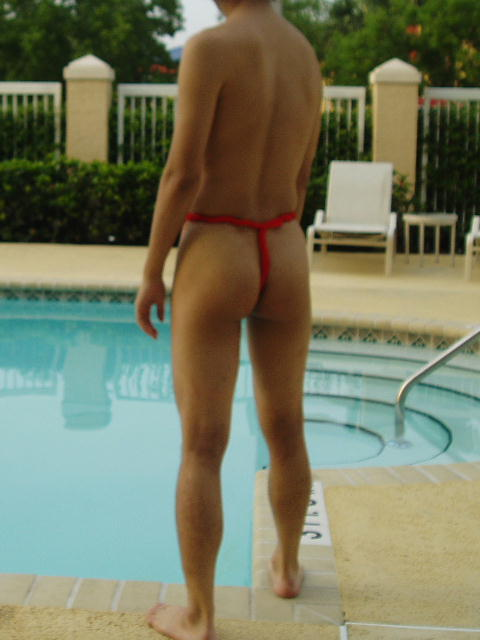
赤の六尺褌（背面から）

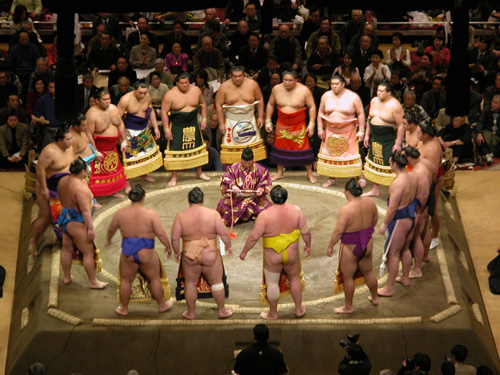
化粧廻し。相撲で使われる廻しもふんどしの一種である。

褌は形状によって帯状の褌と袴状の褌に大別されるが、歴史的に褌として使用されてきたものは圧倒的に一枚の帯状のものでできた褌である。

#### 六尺褌
長さ約180～260cm程度、幅約34cm〜16cmのさらしの布を用いたもの。男女ともに用いられる。臀部が露出していることに特徴がある。江戸初期から常用されてきた褌の形式で、大正後期ごろまでよく使用された。現代では主に祭事や水着で使用される。詳細は六尺褌を参照。

#### 越中褌
越中褌は、長さ100cm程度、幅34cm程度の布の端に紐をつけた下着。一部では和製英語のクラシックパンツ、サムライパンツとも呼ばれている。医療用の下着であるT字帯も越中褌の一種。禊の時に使われる場合が多い他、一部の裸祭りでは六尺褌に代って、こちらが使われる場合がある。詳細は越中褌を参照。

#### 畚（もっこ）褌
長さ70cm程度、幅34cm程度の布の両端に紐を通したもの。畚褌は越中褌をさらに簡略化した褌で布も節約することができた。土木工事等で土を運ぶ畚に形状が似ているためこの名がついたといわれる。歌舞伎の女形は、普段から、これを着用。

#### 割褌
六越褌とも呼ばれる。長さ150〜160cm幅30〜40cm程度の布を使用し、片一方の布端を約55〜60cm程真中から切って、切った部分を腰に巻く方式の褌。六尺褌と越中褌の中間的な物。戦国〜江戸時代に掛けて一部の武将や大名に愛用された。
なお、平成になってから「六越褌」が開発された。六尺褌を縦に真ん中まで裂いた形になっている。尻が六尺様に、股には下がりがつく。上記、割褌と同様の形状の褌。

### 褌と職種等との関係
褌の中には力士の廻しのように職種に応じた特殊な褌があるが、力士の廻しなど特殊な例を除いては職種による違いははっきりしておらず、むしろ時代や地域による違いのほうが大きいとされている。

## 褌の利用

### 神事・相撲

#### 廻し
廻しは、日本の国技・相撲や一部の裸祭り、奉納相撲に使われる特殊な褌。色・材質・締め方が他の褌とは異なる。詳細は廻しを参照。

#### 締め込み
福岡市博多区で毎年7月に行われる博多祇園山笠や、その他の裸祭りの装束として使われる褌。締め方や材質は、博多では廻しに近い(但し、生地の厚さは晒と廻しの中間くらい、薄めの帆布や重ねた木綿の洋服地)が、前垂れを出す場合が多い。博多以外では5mの、さらしを廻しと同様に締め込む場合が多い。何れの場合も横褌の幅を広くし(7〜12cm)、後の結び目を廻しと同様にする。廻し、六尺褌、九尺褌、晒一反を指す場合もある。

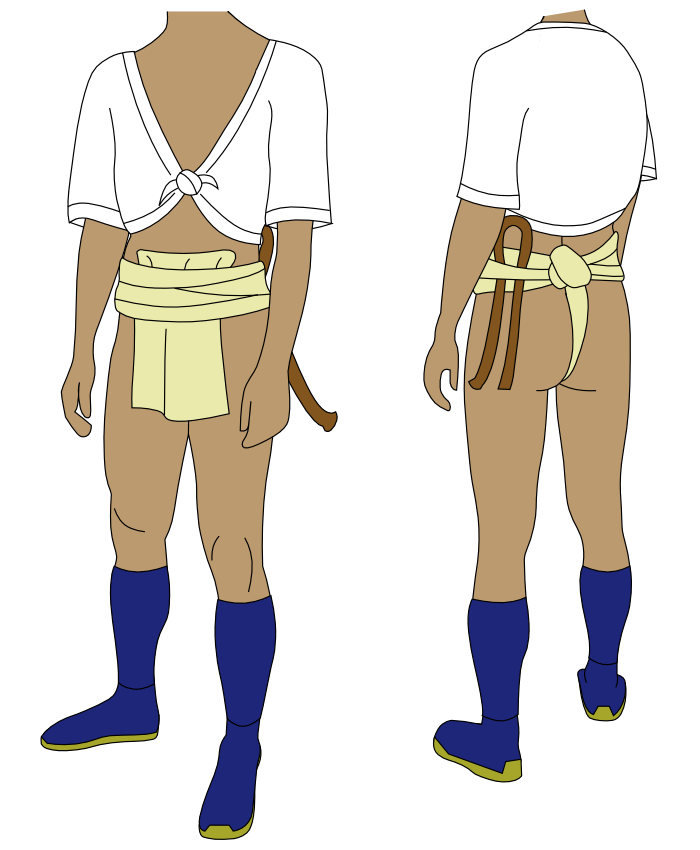
水法被に締め込み
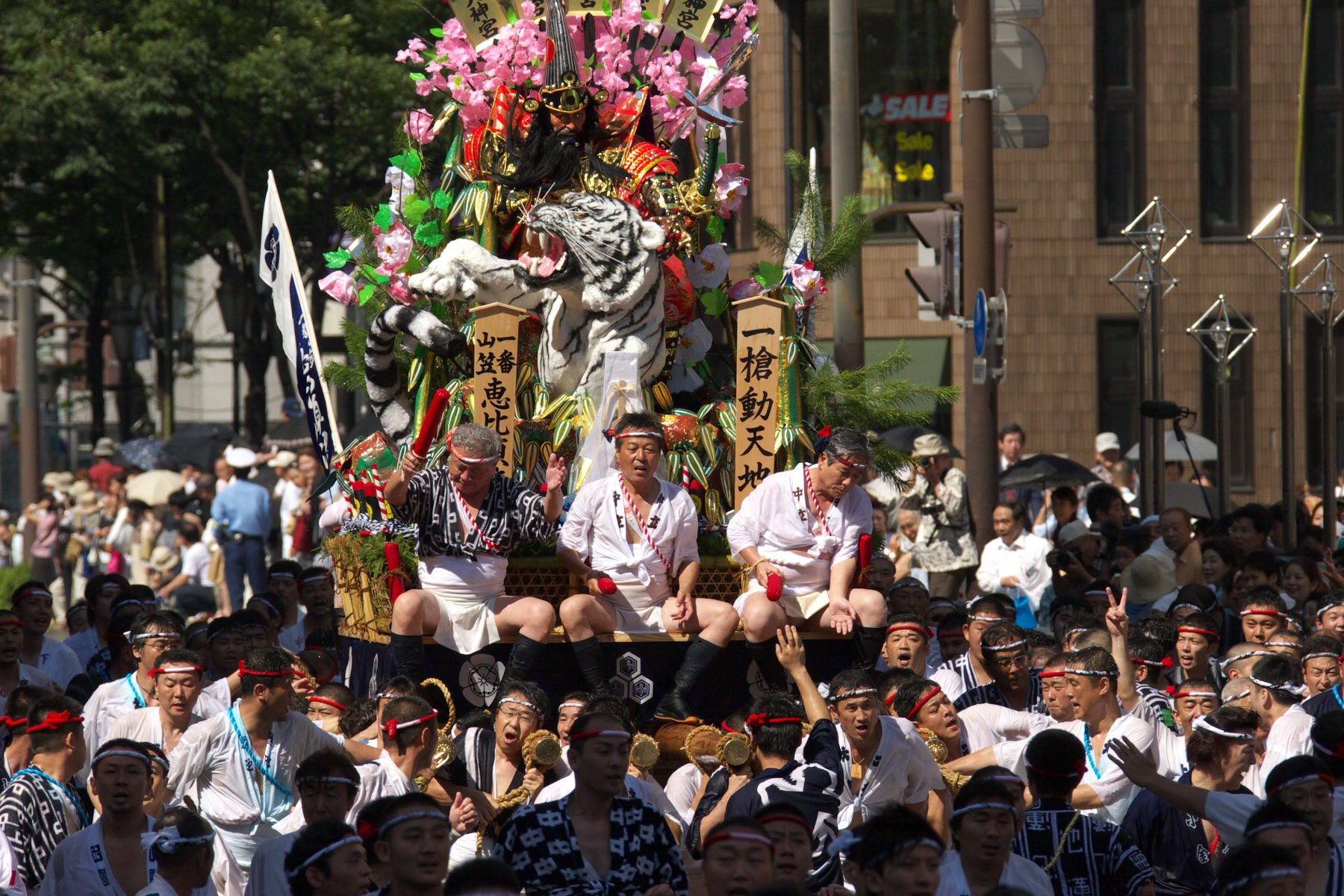
舁き山@博多祇園山笠
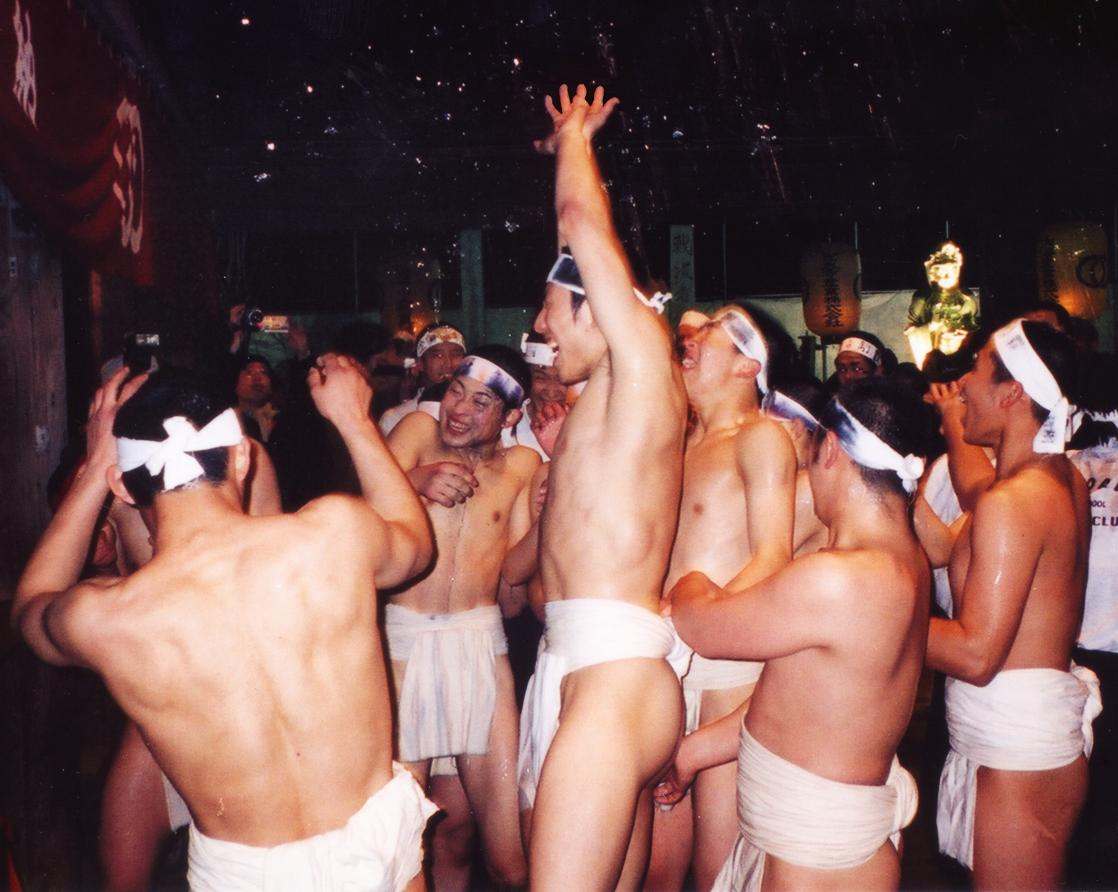
締め込み@西大寺会陽
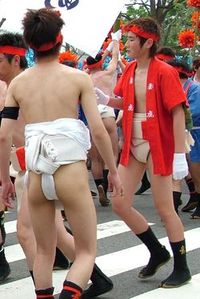
廻し@播州の秋祭り

#### 九尺褌
長崎県雲仙市（旧・国見町）の伝統芸能「鳥刺し踊り」に使われる褌。股間を通した布を胸まで引き上げて締める独特の形をしている。本来は漁師が着用したふんどしで、廻しと同様に着用。

### 水着

#### 六尺褌の利用
戦前までは日本人男性用と女性用の水着は、褌が一般的で、ほとんどが六尺褌であった。六尺褌#水着としての六尺褌も参照。

#### 黒猫褌
戦前の水泳の授業などで使われた子供用の水褌（水着としての褌）。広島県、長崎県では「キンツリ」、「三角兵子」と呼ばれる。畚（もっこ）褌の一種でTバックになる。大人はサポーターとして用いる場合が多い。
昭和初期頃より登場し、簡易褌と呼ばれる。生地は黒色の麻が用いられていた。名称の由来や出現は不明であるが、「黒猫」の名称は生地の黒色に由来している。国民皆泳が叫ばれ水泳が学校の教科として取り上げられたことで、幼児〜小学生用の水着として全国に普及し、昭和30年代頃まで各地で散見されていた。

### 海民

#### 赤褌等の利用
潜水漁業ではかつてはサメの害を避けるために、赤い褌を付けたり、六尺褌の端を伸ばして漁を行う風習もみられた。

#### サイジ
石川県舳倉島の海女が身につけていた褌。非常に布面積の小さい越中褌の一種で現在のTバックに近い形状。前垂れ、前袋にあたる部分は3角形の刺し子で、残りはロープ状。横褌を巻きつけたあと、前垂れの部分を外から横褌に巻きつける。

### 演劇

#### 下がり
歌舞伎や時代劇の衣装(股道具)として作られた、最初から見せることを目的に作られた特殊なふんどし。歌舞伎ではマタギ、素人歌舞伎ではキン隠しと呼ばれる。越中に似ているが、前垂れと股間の布(晒し)が別々になっている。前垂れは武士役は白の方形の羽二重や縮緬、「粋な江戸の色男」役では赤の方形の羽二重や縮緬、町人役は白の三角形の晒しとなる。荒事や繻子奴、等、勇猛な男性と女性の役では伊達下がりと呼ばれる化粧廻しに似た豪華で重厚な下がりになる(一部の祭り・郷土芸能でも着用)。肉襦袢、または下着の褌の上に着用。
また着用する役者、俳優によって二重に仕立てた下がりの下の部分の左右に鉛のおもりを入れて(五円玉が適当な重さ)、きれいに垂れ下がるように見せたり、形も少し「丸み」ができるように「分銅状」の形にしたりと、股を割ったとき、いかに下がりがきれいに見えるかという様々な工夫が見られる。
時代劇のふんどしも参照。

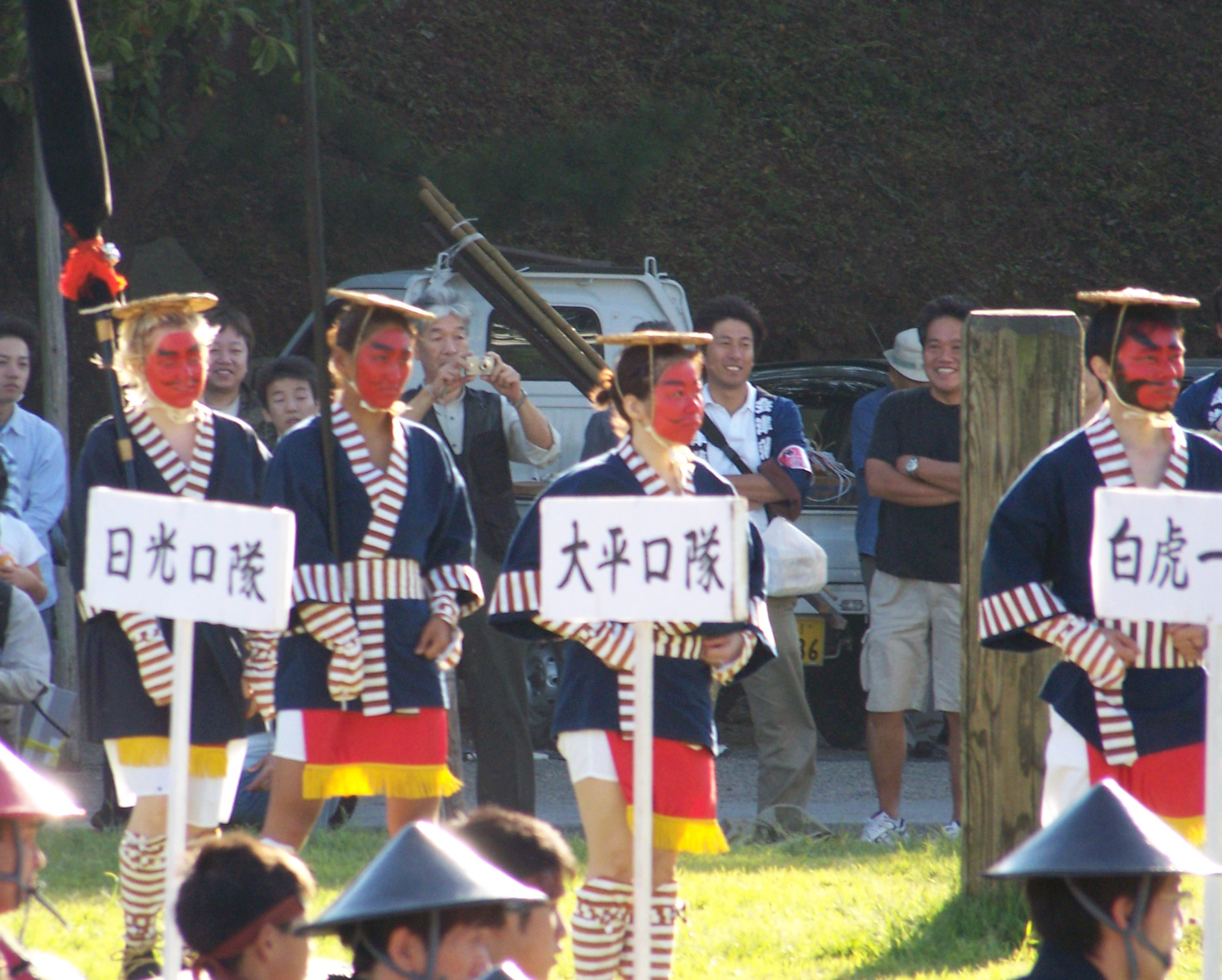
奴@大名行列
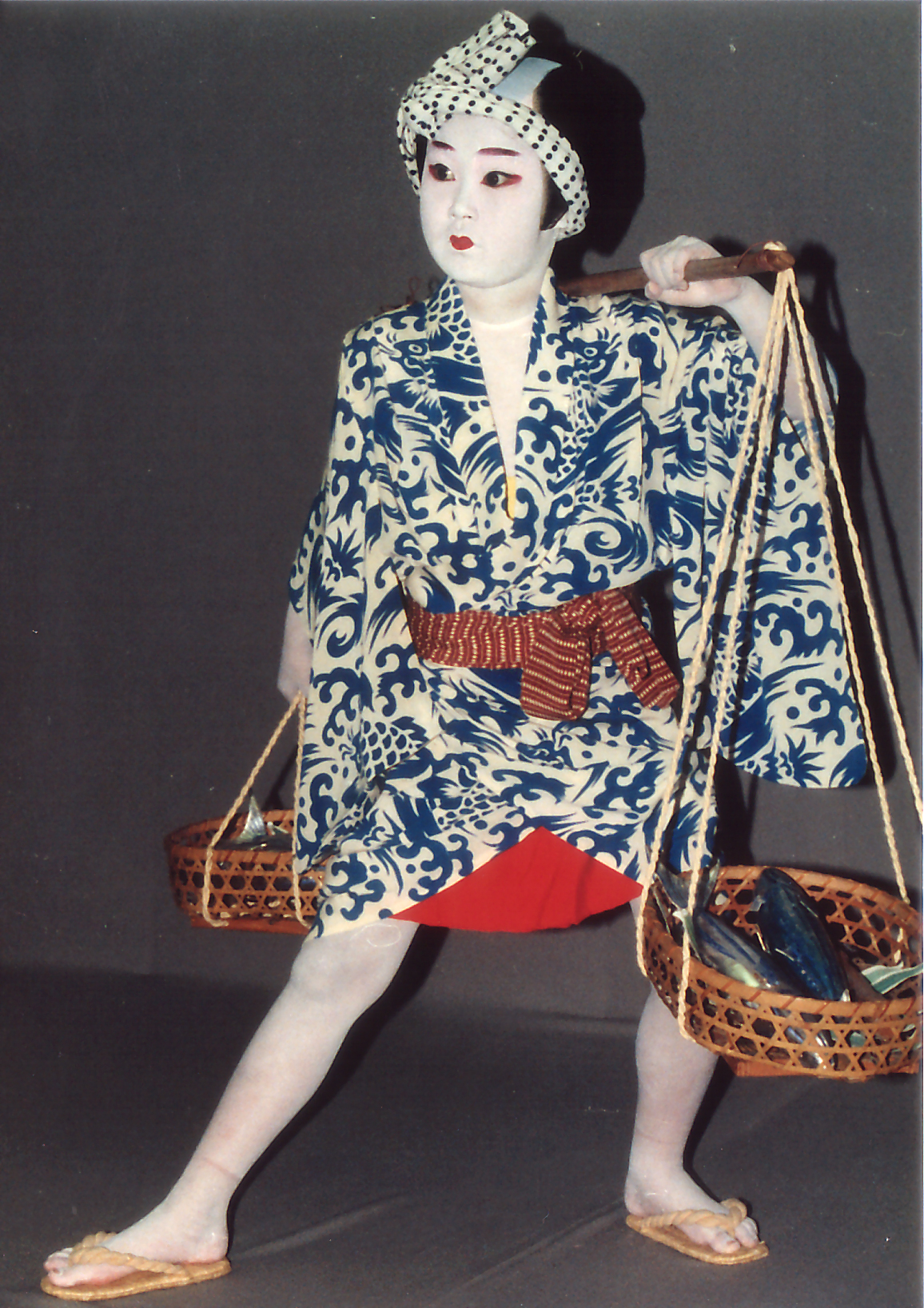
かつお売り(歌舞伎舞踊)
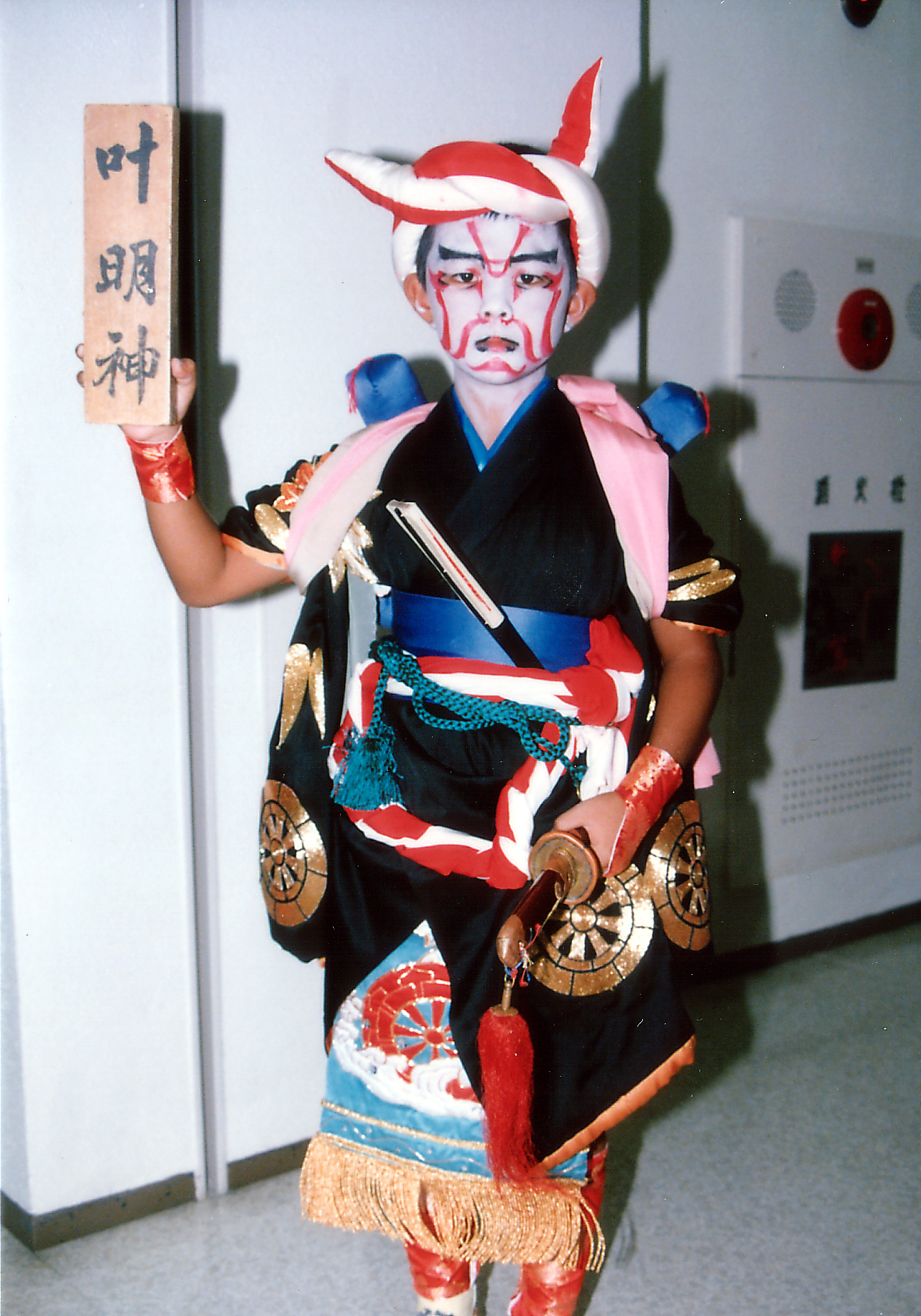
和藤内@虎踊り(横須賀市の郷土芸能)

#### 半タコ
半タコは褌ではないが、ここで取り上げておく。日本版トランクス。猿股、ステテコ、木股とも。明治以降に一般化した。時代劇や素人歌舞伎で使われる場合が多いが、時代考証上は誤りとされる。裸祭り(褌を着用しない場合)で多用される。祭りによっては、御輿の担ぎ手に褌を禁止し、半タコ着用を指示する場合もある。

#### 時代劇の褌
かつて無声映画といわれた頃の時代劇映画では、ふんどしを露に見せての剣戟が盛んだった。当時の人気スター、市川百之助による意識的にふんどしを見せるサービスに女性ファンは大喜びし、「フンドシももちゃん」と呼ばれた。同様の立ち回りは、若い頃の市川右太衛門や、片岡千恵蔵、阪東妻三郎、羅門光三郎なども行った。特に市川右太衛門の「浄魂」の大剣戟シーンのふんどしを露にしての剣戟や、阪妻の「決闘高田の馬場」の尻はしょりのふんどし、テレビ映画では「森の石松」で中村勘九郎(のちの18代目勘三郎)がふんどしを見せての剣戟がある。

### 通過儀礼
日本の一部の地方では、通過儀礼として、一定年齢に達すると、成人を迎えた証として初めて褌を締める「褌祝」と言われる私的祭事がある。褌は陰部を覆うことから性的機能を持ったものの象徴として扱われ、歌舞伎の演技の中で、着物の裾をはしょり、見得を切る場面などは、陰部や臀部を見せて褌を締めていることを表すことで、自分は成人した者であるとの証を象徴したものである。昔から、褌は成人の下着として位置付けられており、一定年齢に満たない幼児や子供が下着として褌を使用することはなかった。幼児や子供は金太郎のような腹掛けが一般的だった。但し、福岡県では厄除けで7歳で男児は「へこかき」、女児は「ゆもじかき」（湯文字）、と言う成人仕様の下着を初めて身につける地区がある。時代が洋装化に向かったことで、子供はパッチ（猿股）を使用するようになったが、第二次世界大戦前までは、成人してからは褌に代えるのが一般的だった。
近代に入り、明治政府が徴兵令を制定し、国民皆兵が義務付けられ、徴兵検査を受けることが成人男子の証として社会的に認知されるようになった。この徴兵検査の際に白い越中褌の着用が指導されることで、擬似的な「褌祝」に相当するようになった。軍隊に入隊すると、白い越中褌が支給され、使用を強制したことで、当時の日本人成人男子は通過儀礼として誰もが「褌」を締めなければならない環境下に置かれた。

### 前垂れ部分の縫いに関する迷信
一部の伝統文化において、越中褌の前垂れ部分を縫い付けることは良くないと信じられている。これは、前垂れ部分がひらひらとが自由に動くことによって「運気」や「良い気」を逃がさないという考えから来ている。縫い付けることでその動きが制限され、運気が滞ると考えられているのである。
褌の上にズボンをはいてしまう場合も褌の前垂れ部分が固定されてしまうため、同様の考え方となる。

## 女性の褌
女性と褌は縁がないと勘違いされることが未だにあるが、決してそうではない。古くは『日本書紀』にも女性が褌を着用した記述を確認することができ、一部では腰巻も含めた下穿きの総称として「褌」という言葉が使われていた。女性用の褌は前垂れの有無に特徴がある。世界的に前垂れがある褌が男性用であり、前垂れがない畚褌（もっこふんどし）などが女性用として性差を示す形が前垂れの有無であると言われている。歌舞伎役者の女形が畚褌を着用しているのもこの理由によるものとされる。
タンポンやナプキンなどの生理用品が普及する以前は、越中褌やもっこ褌が「お馬」と呼ばれ生理帯のひとつとして長い間使用されてきたという歴史もあるが、当時は生理中の女性を穢れたものとして忌み嫌う風習があったことから、おおっぴらに語られることが少なかった。
また江戸時代から戦後にかけては見世物としての女相撲興行が盛んに行われており、大衆演劇の世界では男装した女役者が着物をはしょり、内股に白粉を塗ってふんどしを見せながら剣戟を演じて客の喝采を浴びたという。サイジのように一部の海女が身につける褌も存在する。
1980年代後半、当時の人気アイドルであった武田久美子や宮沢りえがグラビアや写真集でふんどしを締め、臀部を露出した姿を披露したことが話題となった。ハイレグ水着やTバックが一般にも浸透しグラビアでも多く見かけるようになっていたが、当時はまだ男性のものという認識が強かったため、女性が硬派な印象のふんどしを締めこんだ姿を公にしたことは衝撃的であった。近年では益戸育江がTV取材に対して『手製のふんどしを愛用している』と発言し、木口亜矢、壇蜜、西明日香らが日本ふんどし協会から「ベストフンドシスト」を受賞している。
2008年以降はワコールの「ななふん」を始めとする女性向けの越中褌やもっこ褌が市場において一定の人気を得ている。ショーツとは異なりゴムでそけい部のリンパ節を圧迫することがなく、通気性が良く蒸れないため美容や健康に留意する女性に好評である。メーカー側も肌触りの良い素材や色合い、可愛らしい模様などをプリントした商品を開発している。また、「ふんどし」という呼び方に抵抗を感じる女性に配慮して「パンドルショーツ」といった名称で呼ばれることもある。「パンドル」とはフランス語で、「垂れる」と言う意味。
団鬼六の作品等に代表されるようにSMにおける羞恥プレイで女性に褌を締める行為は古くから行われている。中でも六尺褌はきつく締め上げることで圧迫による性的快感があり、男装した時のような倒錯したエロティシズムを醸し出す。この羞恥心と快感が女性のナルシシズムと陶酔感に結びつき、マゾヒズムを刺激するという。
『くノ一忍法帖 影ノ月』、『真田くノ一忍法伝 かすみ』といった時代劇Vシネマでも女優が着物の下にふんどしを締めているのが確認できる。

## 文学・テレビ番組

### 古典落語
古典落語では、褌を締めていた時代なので褌に関連した話題には事欠かないが、『錦の袈裟』『蛙茶番』などが挙げられる。

### 川柳
江戸庶民の暮らしを生き生きと描写した川柳にも褌はよく登場する。代表的なものをいくつか例に挙げると、
- 庶民の日常生活を詠んだもの
  - 「越中がはづれて隣りの国[注釈 1]を出し」
  - 「ふんどしをひねくり廻し一分出し」
- 褌に絡めて関取の暮らしを詠んだもの
  - 「褌の強いはやがて幕になり」
  - 「褌を故郷へ飾る角力取」
- 褌が「お馬」と呼ばれ生理帯として使われていたことを詠んだもの
  - 「越中を女房がすると事（房事）を欠き」
  - 「十三四 姫はお馬をのりならひ」
  - 「雪隠で手綱捌き（月経帯）をする女」

などがある。

### 文学
- 夏目漱石は、『虞美人草』の中で夏の風物詩として褌を取り上げている。「夏は褌を洗う」など、夏の季語のような用法を使用している。
- 堺利彦の『獄中生活』では、堺が巣鴨監獄（のちの巣鴨プリズン、巣鴨拘置所）に入獄したおりの官給の褌の感想がある。「いずれも柿色染であるが、手拭と褌とは縦に濃淡の染分けになって、多少の美をなしているからおかしい。」（三 巣鴨監獄）
- 泉鏡花『いろ扱ひ』は、作者の少年時の乱読癖を振り返った私小説。厳しい塾の下宿から、貸本屋へ外出する方便として、「褌を外して袂へ忍ばせて置く」裏技を開陳している。「何のためだと云ふと、其塾の傍に一筋の小川が流れて居る、其小川へ洗濯に出ましたと斯（か）う答へるんです。さうすると剣突を喰つて、『どうも褌を洗ひに行きますと云ふのは、何だか申上げ悪（にく）いから黙つて出ました。』と言ひ抜ける積りさ。」
- 芥川龍之介『玄鶴山房』では、肺結核の床に就いている主人公・玄鶴が、褌で縊れ死ぬことを夢想する。「玄鶴はそっと褌を引き寄せ、彼の頭に巻きつけると、両手にぐっと引っぱるようにした。/そこへ丁度顔を出したのはまるまると着膨（きぶく）れた武夫だった。/やあ、お爺さんがあんなことをしていらあ。」/武夫はこう囃（はや）しながら、一散に茶の間へ走って行った。」（五）
- 「死ぬときはきれいな身なりで」という美意識は、近代社会において、広く認められるものであった。芥川龍之介『追憶』にはこうある「この「お師匠さん」は長命だった。なんでも晩年味噌（みそ）を買いに行き、雪上がりの往来で転んだ時にも、やっと家（うち）へ帰ってくると、「それでもまあ褌（ふんどし）だけ新しくってよかった」と言ったそうである。」（一九 宇治紫山）
- 小林多喜二『蟹工船』では、密閉空間に置かれた船員達の、荒れた風景の小道具として描かれる。「夢精をするのが何人もいた。誰もいない時、たまらなくなって自涜をするものもいた。――棚の隅にカタのついた汚れた猿又や褌が、しめっぽく、すえた臭いをして円められていた。学生はそれを野糞のように踏みつけることがあった。」（四）
- 小林多喜二『独房』では、政治犯としての入所体験において、外界との違いを褌に見つける。「青い着物を着、青い股引（ももひき）をはき、青い褌（ふんどし）をしめ、青い帯をしめ、ワラ草履（ぞうり）をはき、――生れて始めて、俺は「編笠（あみがさ）」をかぶった。だが、俺は褌まで青くなくたっていゝだろうと思った。」
- 高村光太郎『回想録』には、近世の風俗の名残が、近代の流れに洗われてゆく風情を描く。「祖父は丁髷（ちょんまげ）をつけて、夏など褌（ふんどし）一つで歩いていたのを覚えている。その頃裸体禁止令が出て、お巡りさんが「御隠居さん、もう裸では歩けなくなったのだよ。」と言って喧（やかま）しい。そしたら着物を着てやろうというので蚊帳（かや）で着物を拵え素透（すどお）しでよく見えるのに平気で交番の前を歩いていた。」
- 坂口安吾『青鬼の褌を洗う女』では、性別役割分業として「褌を洗う女=私」を登場させている。
- 三島由紀夫の褌姿は有名だ。市ヶ谷駐屯地での割腹事件の数年前から褌姿で切腹する写真や映画『憂国』を残している。
- 三島由紀夫と交流のあった稲垣足穂は、ふんどしをしめた上での奇行で有名。三島同様に男色趣味のあった足穂はふんどしでインタビューに応じたり、若い男をくどいたりしている。

### 漫画・アニメ
褌を下着として常用している主なキャラクターとしては
- 石川五ェ門（ルパン三世）
- 越前南次郎（テニスの王子様）
- 男塾の塾生たち（魁!!男塾および関連作品）
- 風大左衛門（いなかっぺ大将）
- ギップル（魔法陣グルグル）
- 諏訪原戒（焼きたて!!ジャぱん）
- ぜんまいざむらい（ぜんまいざむらい）
- 月影一平太（ゲームセンターあらし）
- 橙次（NINKU -忍空-）
- 轟一番（とどろけ!一番）
- 巴突進太（柔道讃歌）
- 巴武蔵（ゲッターロボ）
- 花山薫（グラップラー刃牙）
- 早見仁太（ブロッカー軍団IVマシーンブラスター）
- 魔王（ハクション大魔王）
- 東谷小雪（ケロロ軍曹）
- あずみ（あずみ）
- きくり（地獄少女）
- クレイン（フラクタル）
- 香坂しぐれ（史上最強の弟子ケンイチ）
- ゴータマン（臀撃おしおき娘ゴータマン）
- 七々尾姉妹（かのこん）
- 鉢かづき姫（月光条例）
- 服部霧子（風雲維新ダイ☆ショーグン）
- 服部絢子（いちばんうしろの大魔王）
- 火鉢（ムシブギョー）
- 魔乳千房（魔乳秘剣帖）
- ラナ＝リンチェン（フリージング）
- 後藤又兵衛（百花繚乱 SAMURAI GIRLS）
- 仁科カヅキ（プリティーリズム・レインボーライブ）
- 日本（ヘタリア）
- 雪子姫（ドロロンえん魔くん）

などが挙げられる。
また、博多を舞台にした青春劇画『博多っ子純情』（長谷川法世）では、博多祇園山笠が重要なイベントとして描かれている。『六尺ふんどし』（青柳裕介）、『匠のふんどし』（山崎大紀）、『ふんどし刑事ケンちゃんとチャコちゃん』（徳弘正也）、『赤褌鈴乃介』（永井豪、『赤胴鈴之助』のパロディ）、『ご存知!ふんどし頭巾』（日本映画、内藤剛志主演）、といったタイトルに使用している作品もある。

### テレビ番組
- 朝日放送の番組『あっちこっち丁稚』では、お内儀さんが切れるとどこからともなく赤褌のキャラクターが登場する。
- フジテレビの番組『力の限りゴーゴゴー!!』では、原田泰造がふんどし先生と称して登場し、生徒の悩みを聞くコーナーがあった。
- 日本テレビの番組『くちコミ☆ジョニー!』では、月・火・水のエンディングのコーナーで和太鼓の演奏者が褌姿で登場する。
- 三人組お笑いグループ安田大サーカスの団長は、他のメンバーに服を破かれて赤い褌1枚になり、2人の肩の上に乗る芸を披露する。
- 押忍!!ふんどし部!   今は忘れ去られている「白ふん流し」の復活を目指すふんどし部を描いた青春おバカ熱血学園ドラマ。

### その他
- ハウス食品のインスタントラーメン『うまかっちゃん』は、博多祇園山笠の舁き手のイラストがパッケージデザインに使用されている。
- ナムコの3D対戦型格闘ゲーム『鉄拳4』では、ボスキャラクター・三島平八が廻し型の褌姿で登場する。後発の作品『鉄拳6』でも、褌が平八用のキャラクターカスタマイズアイテムとして登場する。
- 高田延彦がPRIDE統括本部長だった頃、PRIDE男祭りのオープニングで褌姿になって太鼓を敲いていた。その影響で、外国のPRIDE参戦選手は褌のことを『タカダショーツ』と呼んでいた。
- 一般社団法人「日本ふんどし協会」では2012年より、その前年のふんどし界隈を賑わせた有名人に「ベストフンドシストアワード」を贈っている。表彰式はふんどしの日である2月14日前後。第1回大賞受賞者は団長安田（安田大サーカス）。
- 神職用の褌も販売されている。白木綿製越中褌が主流[14]。

## 褌に関する言葉・都市伝説など
- 褌を含むことわざ
  - 「褌を締めてかかる」
  - 「義理と褌欠かされぬ」
  - 「人の褌で相撲を取る」
  - 「帯に短し襷に長し褌には丁度良い」
- 褌を含む地口
  - 「見上げたもんだよ屋根屋の褌」
  - 「川流れの褌で、食い（杭）にかかったら離れない」
- 褌を含む四字熟語に「緊褌一番」がある。
- 雅楽にも褌が付く曲がある。いずれも相撲の時の曲らしい。
  - 輪鼓褌脱（太食調）
  - 剣気褌脱（盤渉調）
- 「褌担ぎ」は、下位の相撲取り。
- 成人を意味する褌親（へこおや）がある。
- カニの腹節は俗に褌と呼ばれている。北陸地方ではカニの鰓（食用に不適）を指し、茹でカニの甲羅を開けたのちに先ず取り除く。
  - 食卓にカニを出された男性がカニではなく自分の褌を外す、という民話がある。
- 昔から妊婦に関して「夫のふんどし（六尺）（地方によっては裸祭り参加者のふんどし）を腹巻にすると安産できる」と言う言い伝えがある。
- 徳川家康は倹約家で自身は浅黄に染めたふんどしを常に使用し、家臣にもそれを勧めていたが、いかに骨太の三河武士でも下帯だけは真白のものを使用したとされる。
- 飛脚のふんどしという都市伝説（佐川急便のトラックに描かれたイメージキャラの褌に触ると幸せになれる、というもの）もある。
- 将棋において、桂馬で両取りをかけることを「桂馬の褌（けいまのふんどし）」という。